# Asperoteuthis lui
Asperoteuthis lui is een inktvissensoort uit de familie van de Chiroteuthidae. De wetenschappelijke naam van de soort werd voor het eerst geldig gepubliceerd in 1999 door Salcedo-Vargas.